# Mujinga (Vorname)
Mujinga ist ein afrikanischer Orts- und Clanname und weiblicher Vorname.

## Bekannte Namensträgerinnen
- Mujinga Kambundji, Schweizer Leichtathletin
- Mujinga Swana, 1996 Gouverneurin von Kinshasa
- Ernestine Mujinga Matonga, Bürgermeisterin von Masina
- Inabanza Mujinga Mbuji, Schauspielerin (u. a. im Film La vie est belle (1987) von  Ngangura Dieudonné Mweze und Benoît Lamy)

## Weitere Bedeutungen
- ein Quartier von Kisenso in Kinshasa (Kongo) heißt Mujinga
- bestimmte Nachfahren des kongolesischen Nzinga-Clans heißen Mujinga